# Mary Stein
Mary Margaret Stein (* vor 1980 in Marquette, Michigan) ist eine US-amerikanische Schauspielerin.

## Leben
Stein wuchs in Milwaukee, Wisconsin auf. Sie absolvierte die Franklin High School in Franklin, Wisconsin und schloss 1980 ihr Studium an der Marquette University mit einem Bachelor of Arts ab. Sie zog dann nach New York City, wo sie an der Juilliard School studierte und später nach Südkalifornien, um in der Werbe- und Filmindustrie zu arbeiten.
Ihre Schauspielkarriere begann Stein auf der Bühne. Ihren Durchbruch im Filmgeschäft erlebte sie 1995 als Angela Lucassey in der Komödie Man of the Year. Weitere Filmrollen spielte sie in Schweinchen Babe in der großen Stadt (1998), in dem sie die Hotelbesitzerin spielte, Der Grinch (2000), Monkeybone (2001), The Tillamook Treasure (2006), Der fremde Sohn (2008) und Little Boy (2015). Zu ihren bekannteren Fernsehserienauftritten gehören die Rollen Gerda in Providence (2002) und Ms. Sneed in General Hospital (2006).

## Filmografie
- 1990: Alice
- 1992: Raumschiff Enterprise – Das nächste Jahrhundert (Star Trek: The Next Generation, Fernsehserie, Folge Gefahr aus dem 19. Jahrhundert, Teil II)
- 1993: Murphy Brown (Fernsehserie, eine Folge)
- 1995: Man of the Year
- 1995: Tödliches Spiel (Deadly Games, Fernsehserie, eine Folge)
- 1996: Eine schrecklich nette Familie (Married … with Children, Fernsehserie, eine Folge)
- 1997: X-Factor: Das Unfassbare (Beyond Belief: Fact or Fiction, Fernsehserie, eine Folge)
- 1998: Dead Man on Campus
- 1998: Schweinchen Babe in der großen Stadt (Babe: Pig in the City)
- 2000: Cousin Skeeter (Fernsehserie, eine Folge)
- 2000: Der Grinch (How the Grinch Stole Christmas)
- 2001: Monkeybone
- 2001: The Nightmare Room (Fernsehserie, eine Folge)
- 2002: Eben ein Stevens (Even Stevens, Fernsehserie, eine Folge)
- 2002: Men in Black II
- 2002: Push, Nevada (Fernsehserie)
- 2002: MDs (Fernsehserie, eine Folge)
- 2002: Providence (Fernsehserie, 10 Folgen)
- 2004: 30 Days Until I’m Famous – In 30 Tagen berühmt (30 Days Until I’m Famous, Fernsehfilm)
- 2005: Hot Properties – Gut gebaut und noch zu haben (Hot Properties, Fernsehserie, eine Folge)
- 2006: General Hospital (Fernsehserie)
- 2006: The Tillamook Treasure
- 2007: Unfabulous (Fernsehserie, eine Folge)
- 2008: Der fremde Sohn (Changeling)
- 2009: Portal
- 2009: The Ex List (Fernsehserie, eine Folge)
- 2013: Brooklyn Nine-Nine (Fernsehserie, eine Folge)
- 2013: Glee (Fernsehserie, eine Folge)
- 2015: Little Boy
- 2015: Wicked City (Fernsehserie, eine Folge)
- 2020: The Haves and the Have Nots (Fernsehserie, eine Folge)
- 2021: Legacies (Fernsehserie, eine Folge)